# Kimpa Vita
Kimpa Vita o Doña Beatriz (anni 1680 – 2 luglio 1706) è stata una profetessa del regno del Congo che fondò il movimento degli antoniani.

## Biografia
Nacque negli anni Ottanta del 1600 da una famiglia nobile e facoltosa di Kibangu, nell'attuale Angola (clan Mukongo). In un clima di lotta tra le famiglie nobili per il controllo dell'antico regno, suo padre era ufficiale dell'esercito del re Álvaro X, implausibile pretendente al trono.
Prese il nome di Doña Beatriz dopo il battesimo.
Nel 1704 iniziò a sostenere di avere visioni ed essere posseduta dallo spirito dell'egiziano sant'Antonio. Per questo i suoi seguaci furono chiamati "antoniani". Entrò in contrapposizione con i missionari cattolici in Congo e predicò una versione del Vangelo in chiave africana che esortava i congolesi a superare le contrapposizioni della guerra civile per tornare agli antichi fasti, per non incorrere nella punizione di Dio. Si stabilì tra le rovine della capitale M'Banza Kongo (São Salvador) e la dichiarò come la propria Betlemme, dove sarebbe nato Gesù Cristo, mentre a Nsundi avrebbe ricevuto il battesimo. La sua popolarità crebbe e si attrasse l'ostilità del mwene Pedro IV, complice la sua alleanza con Pedro Constantino da Silva, generale ribelle del sovrano. Il re fu costretto a rientrare a San Salvador, a dichiarare che la loro terra fosse la vera Terra santa e che i seguaci della religione di Kimpa Vita fossero i veri eletti di Dio. Nel giro di due anni, il culto nazional-cristiano si diffuse in tutto il Paese. Il contenuto politico del suo insegnamento era temuto dai colonizzatori portoghesi e dai loro alleati. Su pressione dei missionari cappuccini il re la fece arrestare e condannare al rogo per eresia. Fu giustiziata insieme al figlio neonato, che lei aveva dichiarato essere nato per opera dello Spirito Santo essendo lei stessa vergine.

## Influenza culturale
Kimpa Vita è considerata una delle prime nazionaliste africane e ha giocato un ruolo non indifferente nella storia moderna del Congo.
Il movimento antoniano sopravvisse alla sua condanna e dilagò in Congo nel XVIII secolo. Le sue idee e le sue profezie sono sopravvissute in altre tradizioni e denominazioni locali, tra cui i kimbangisti, movimento di rinascita africana negli attuali Angola e repubbliche del Congo.